# John Winthrop il Vecchio
John Winthrop (Edwardstone, 12 gennaio 1588 – Boston, 26 marzo 1649) è stato un politico, teologo, colonizzatore e governatore della Colonia della baia del Massachusetts inglese.

## Biografia
Winthrop apparteneva alla piccola nobiltà, la classe egemone nella società inglese tra il 1540 e il 1640. Suo padre Adam Winthrop (1548–1623) era divenuto proprietario di un appezzamento di terreno di 500 acri (200 ettari), chiamato Groton Manor, acquistato da Enrico VIII al tempo della Riforma. All'età di 15 anni frequentò il Trinity College, uno dei college costituenti l'Università di Cambridge.
All'età di 17 anni sposò la prima delle sue quattro mogli, Mary Forth, figlia di un gentiluomo di campagna dell'Essex. L'anno successivo nacque il primo dei suoi 16 figli. Come molti membri della sua classe sociale Winthrop studiò legge al Gray's Inn, prestò servizio come giudice di pace e ottenne un ufficio statale. Dal 1627 al 1629 fu avvocato alla Court of Wards and Liveries.
Per più di 20 anni Winthrop visse soprattutto a Groton Manor da gentiluomo di campagna conservatore, senza apparente interesse per le attività coloniali. Profondamente religioso si diede allo studio delle Scritture e alla preghiera fin dall'adolescenza. Col tempo divenne un devoto puritano, convinto che Dio l'avesse predestinato alla santità. La sua esperienza religiosa rinforzò la sua visione elitaria del mondo e lo trasformò in un attivista sociale.

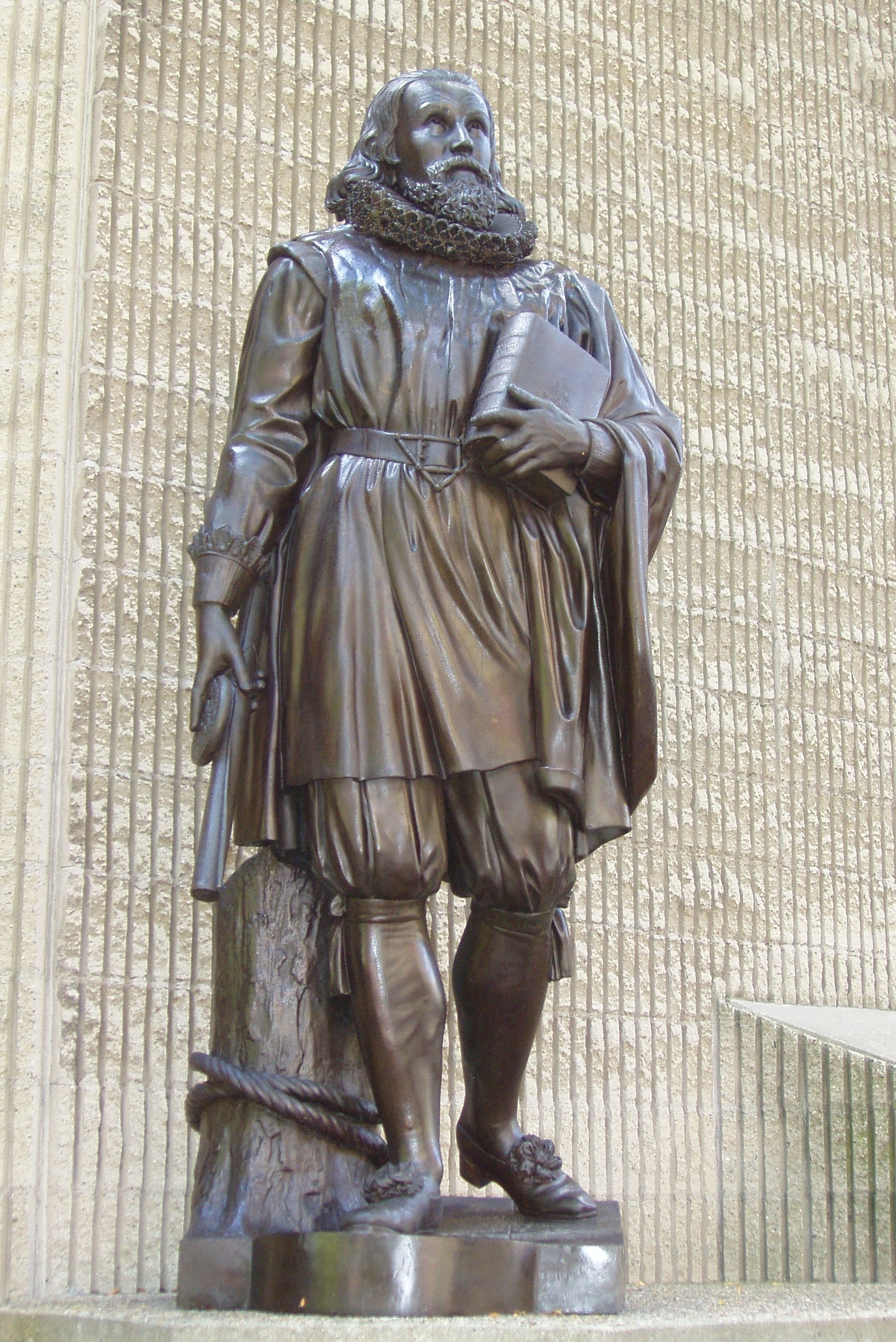
Statua di John Winthrop scolpita da Richard Saltonstall Greenough (1873)

Dopo il 1620 le condizioni economiche di Winthrop cominciarono a risentire in modo crescente della crisi economica, che ridusse il suo reddito terriero, e della politica anti-puritana di Carlo I, che nel 1629 lo privò del suo posto a corte. Quando, nello stesso 1629, la Colonia della baia del Massachusetts ottenne dalla corona l'autorizzazione a una spedizione nella Nuova Inghilterra con il diritto a occupare nuove terre e fondare città, Winthrop si unì alla colonia, impegnandosi a vendere le sue proprietà terriere e a portare la famiglia nel Massachusetts, a condizione che i dirigenti della colonia si fossero anch'essi trasferiti in America. Essi accettarono questi intenti e il 20 ottobre 1629 John Winthrop fu eletto governatore.
Salpò verso il Nuovo Mondo nella primavera del 1630. Durante il viaggio sulla nave Arbella, Winthrop compose un sermone laico, A Modell of Christian Charity, nel quale esortava i coloni del Massachusetts ad adottare la disciplina di gruppo per costruire nella Nuova Inghilterra una città retta secondo la legge divina: City upon a Hill, una città sulla collina.
Nei 19 anni vissuti nel Massachusetts, seppure informandoli alle sue concezioni teocratiche e rigidamente conservatrici, Winthrop conservò la sua autorevolezza fra i coloni della Nuova Inghilterra: nelle elezioni annuali svolte tra il 1631 ed il 1648 fu eletto 12 volte governatore e nei restanti anni membro del consiglio di colonia. La colonia raggiunse un notevole grado di prosperità e, sotto la sua autorità di uomo energico ma anche rigoroso e severo, nel 1643 si costituì la confederazione della Nuova Inghilterra. Si stabilì dapprima a Salem e nell'autunno del 1630 fondò Boston.
Winthrop registrò gli eventi della sua vita in un diario, A Journal of the Transactions and Occurrences in the Settlement of Massachusetts and the Other New England Colonies, from the Year 1630-1644 (Diario delle transazioni e degli avvenimenti occorsi durante la colonizzazione del Massachusetts e delle altre colonie della Nuova Inghilterra). Molti suoi discendenti sono stati figure eminenti in America, nei campi della politica, della scienza e degli affari. Il più importante dei suoi figli, John Winthrop (1606-1676), fu governatore inglese della colonia del Connecticut.

## Opere
- A Modell of Christian Charity, 1630.
- Antinomians and Familists condemned by the synod of elders in New England: with the proceedings of the magistrates against them, and their apology for the same, 1644. (Ripubblicato come A Short Story of the rise, reign, and ruin of the Antinomians, Familists, and libertines).
- A Declaration of Former Passages and Proceedings of Betwixt the English and the Narrowgansets, with Their Confederates, Wherein the Grounds and Justice of the Ensuing Warre are Opened and Cleared, 1645.
- A Journal of the Transactions and Occurrences in the Settlement of Massachusetts and the Other New-England Colonies, from the Year 1630 to 1644, 1790. (Edito nuovamente col titolo The History of New England from 1630 to 1649, due volumi: Volume 1, 1825 ; Volume 2, 1826).